# Gnidia decurrens
Gnidia decurrens är en tibastväxtart som beskrevs av Carl Daniel Friedrich Meisner. Gnidia decurrens ingår i släktet Gnidia och familjen tibastväxter. Inga underarter finns listade i Catalogue of Life.